# Confederación de Polonia Independiente
La Confederación de Polonia Independiente (en polaco: Konfederacja Polski Niepodległej, KPN) es un partido político polaco fundado el 1 de septiembre de 1979 por Leszek Moczulski y otros que declararon su apoyo a las tradiciones pre-guerra del movimiento político de la Sanacja (sanación en polaco) y Józef Piłsudski. Fue el primer partido independiente proclamado de forma pública en el Bloque del Este, aunque nunca fue reconocido por el gobierno de la República Popular de Polonia y sus líderes fueron fueron arrestados varias veces. El partido no participó en los Acuerdos de la Mesa Redonda.

## Historia
Después de la caída del comunismo, Leszek Moczulski fue candidato a presidente de Polonia, pero solo quedó con el 2.5% de los votos en las elecciones presidenciales de 1990. En las elecciones legislativas de 1991 el KPN obtuvo el 7.5% de los votos y en las elecciones legislativas de 1993 quedó con el 5.7% de los votos. En 1996 sufrió una división en la que la facción Konfederacja Polski Niepodległej – Obóz Patriotyczny|pl, liderada por Adam Słomka, se separó del KPN. El partido ingresó en la Acción Electoral Solidaridad, pero la abandonó en 1997 antes de las elecciones legislativas del mismo año en las que no participó.
Para las elecciones legislativas de 2001, se alió con Acción Electoral Solidaridad de Derecha (AWPS por sus siglas en polaco), pero sus candidatos obtuvieron 0.08% de los votos y la AWSP (que resultó con el 5.6%) no pudo obtener un solo escaño. En 2004 Leszek Moczulski disolvió el KPN, cuando Słomka formó el KPN-OP y reunió a algunos miembros del ahora disuelto KPN Moczulski. El partido volvió a registrarse ante las autoridades polacas y participó en las elecciones parlamentarias europeas de 2009.